# Fultot
Fultot település Franciaországban, Seine-Maritime megyében. Lakosainak száma 246 fő (2022. január 1.). Fultot Anglesqueville-la-Bras-Long, Doudeville, Gonzeville és Hautot-l’Auvray községekkel határos.

## Népesség
A település népességének változása:
| Lakosok száma | 192  | 198  | 209  | 220  | 231  | 236  | 240  | 245  | 246  |
|               | 2013 | 2015 | 2016 | 2017 | 2018 | 2019 | 2020 | 2021 | 2022 |